# 허니팝
허니팝(HuniePop)은 미국의 게임 디자이너 라이언 쿤스가 '허니팟'(HuniePot)이라는 별칭 하에 제작한 타일 매칭 연애 시뮬레이션 성인용 비디오 게임이다. 이 게임은 성공적인 킥스타터 캠페인을 통해 자금을 모은 이후 2015년 1월에 마이크로소프트 윈도우, macOS, 리눅스 기반 개인용 컴퓨터용으로 출시되었다. 허니팝은 2개의 버전으로 이용이 가능한데, 하나는 험블 번들과 망가게이머를 통한 검열이 없는 버전, 그리고 다른 하나는 스팀을 통한 검열된 버전이 있다. 이 게임은 자신의 동네에서 여러 여성에게 구애하는 주인공의 모험을 따른다.